# والدير بيريز (سياسي)
والدير بيريز (21 أكتوبر 1926 - 22 يونيو 2018) كان سياسيًا برازيليًا. شغل منصب وزير الدفاع في عهد الرئيس لويس إيناسيو لولا دا سيلفا، قبل أن يُطرد بسبب عدم الكفاءة والتقاعس الجسيم أثناء أزمة الطيران في البرازيل في 2006-2007. في وقت الأزمة اتهمه البعض في البرازيل بأنه اقترب من الشيخوخة. تم استبداله برئيس المحكمة العليا السابق نيلسون جوبيم. ترأس البعثة البرازيلية إلى هايتي.